# Елизабет Кейди Стантън
Елизабет Кейди Стантън (12 ноември 1815 – 26 октомври 1902) е американска социална активистка, аболиционистка и водеща фигура в ранното движение за права на жените в САЩ.
Нейната Декларация на мненията, представена на първия конгрес за права на жените през 1848 г. в Сеника Фолс, Ню Йорк, често се сочи като основополагаща за първите организирани движения за права на жените и женски суфражизъм в Съединените щати.
Преди да стесни дейността си почти изцяло само върху правата на жените, Стантън, нейните съпруг Хенри Брюстър Стантън и братовчед Джерит Смит са активни аболиционисти. За разлика от повечето останали личности, ангажирани с правата на жените, дейностите на Стантън покриват разнообразни въпроси отвъд гласоподавателните права. Сред вълнуващите я проблеми са родителските и попечителски права на жените, правото на собственост, заетост и независим приход, развод, икономическото добруване на семейството и контрола върху раждаемостта. Тя е и гласовит поддръжник на въздържателното движение през 19 век.
След Американската гражданска война посветеността на Стантън на женския суфражизъм води до разцепление в движението за права на жените, когато тя и Сюзан Б. Антъни отказват да подкрепят четиринайсетата и петнайсетата поправка в Конституцията на САЩ. Тя се противопоставя на даването на допълнителна правна защита и избирателни права на афроамериканските мъже, докато на жените – чернокожи или бели – тези права биват отказвани. Тази ѝ позиция, както и мнението ѝ относно организираното християнство и женските въпроси отвъд избирателните права, водят до сформирането на две отделни организации за защита на правата на жените, които се обединяват отново, със Стантън като президент, двадесет години след отцепничеството ѝ от основното движение на женския суфражизъм.

### Първоизточници
- Blatch, Harriot Stanton and Alma Lutz; Challenging Years: the Memoirs of Harriot Stanton Blatch; G.P. Putnam's Sons; New York, NY, 1940.
- Dubois, Ellen Carol, editor. The Elizabeth Cady Stanton-Susan B. Anthony Reader: Correspondence, Writings, Speeches. Northeastern University Press, September 1994. ISBN 1-55553-149-0.
- Gordon, Ann D., editor. The Selected Papers of Elizabeth Cady Stanton & Susan B. Anthony Volume I: In the School of Anti-Slavery 1840 – 1866. Rutgers University Press; New Brunswick, NJ, 2001. ISBN 0-8135-2317-6.
- Gordon, Ann D., editor. The Selected Papers of Elizabeth Cady Stanton & Susan B. Anthony Volume II: Against an Aristocracy of Sex 1866 – 1873. Rutgers University Press; New Brunswick, NJ, 2000. ISBN 0-8135-2318-4.
- Gordon, Ann D., editor. The Selected Papers of Elizabeth Cady Stanton & Susan B. Anthony Volume III: National Protection for National Citizens 1873 – 1880. Rutgers University Press; New Brunswick, NJ, 2003. ISBN 0-8135-2319-2.
- Gordon, Ann D., editor. The Selected Papers of Elizabeth Cady Stanton & Susan B. Anthony Volume IV: When Clowns Make Laws for Queens 1880 – 1887. Rutgers University Press; New Brunswick, NJ, 2006. ISBN 0-8135-2320-6.
- Langley, Winston E. & Vivian C. Fox, editors. Women's Rights in the United States: A Documentary History. Praeger Publishers; Westport, CT, 1994. ISBN 0-275-96527-9.
- Stanton, Elizabeth Cady. Eighty Years & More: Reminiscences 1815 – 1897. Northeastern University Press; Boston, 1993. ISBN 1-55553-137-7.
- Stanton, Elizabeth Cady. Solitude of Self. Paris Press; Ashfield, MA, 2001. ISBN 1-930464-01-0.
- Stanton, Elizabeth Cady (foreword by Maureen Fitzgerald). The Woman's Bible. Northeastern University Press; Boston, 1993. ISBN 1-55553-162-8
- Stanton, Elizabeth Cady. The Woman's Bible. Prometheus Books; Great Minds Series; Amherst, NY, 1999. ISBN 978-0-405-04481-6.
- Stanton, Elizabeth et al., eds., History of Woman Suffrage, vol. 4, 1902
- Stanton, Theodore & Harriot Stanton Blatch, eds., Elizabeth Cady Stanton As Revealed in Her Letters Diary and Reminiscences, Volume One. Arno & The New York Times; New York, 1969. (Originally published by Harper & Brothers Publishers).
- Stanton, Theodore & Harriot Stanton Blatch, eds., Elizabeth Cady Stanton As Revealed in Her Letters Diary and Reminiscences, Volume Two. Arno & The New York Times; New York, 1969. (Originally published by Harper & Brothers Publishers).

### Филмография
- Бърнс, Кен, режисьор. Not for Ourselves Alone: The Story of Elizabeth Cady Stanton & Susan B. Anthony. DVD и VHS, PBS Home Video, (1999).